# Али Прогри
Али Прогри (на албански: Ali Progri) е виден албански инженер. Прогри е участник във Втората световна война, след това завършва в Киев и има забележителна кариера, като заема различни високопоставени позиции. Удостоен е с почетното звание „заслужил учител на Албания“.

## Ранен живот и образование
Али Прогри е роден в село Прогър в Албания на 19 октомври 1929 година  и е син на Мухарем Прогри. Участва активно в албанската съпротива през Втората световна война и след като завършва гимназия в Албания, заминава за Киев, Украйна през 1948 година за да продължи образованието си. През 1953 година завършва Киевския политехнически институт с високи резултати.

## Кариера
След завръщането си в Албания, Прогри се занимава с инженерство и е сред основателите на модерния университет в Тирана през 1957 година и става заместник-декан на Строителния факултет. Благодарение на своя опит и интелектуален профил, той е избран за директор в директората за професионалното средно образование в Съвета на министрите на Албания. Като изявен инженер и експерт в областта на приложната механика, Прогри също така печели позицията на главен технологичен директор на фабриката за влакове в Тирана. Също така е 27 години директор на Политехническата гимназия в Тирана.
За приноса си в албанската съпротива през Втората световна война Прогри е награден от парламента на Албания с Медал за освобождение и памет, а за опита и приноса в областта на образованието той получава почетното звание заслужил учител на Албания . Прогри умира в Тирана на 24 март 2009 година на 80-годишна възраст.